# Dennis Wiersma
Auke Dennis (Dennis) Wiersma (Franeker, 19 februari 1986) is een Nederlands voormalig politicus. Van 10 januari 2022 tot en met 22 juni 2023 was hij minister voor Primair en Voortgezet Onderwijs namens de Volkspartij voor Vrijheid en Democratie (VVD) in het kabinet-Rutte IV. Van 10 augustus 2021 tot 10 januari 2022 was hij staatssecretaris van Sociale Zaken en Werkgelegenheid in het demissionaire kabinet-Rutte III. Van 23 maart 2017 tot 2 september 2021 was hij lid van de Tweede Kamer der Staten-Generaal.

## Biografie

### Opleiding
Wiersma ging van 1998 tot 2002 naar de mavo op het RSG Simon Vestdijk te Harlingen en van 2002 tot 2004 naar de havo op het CSG Anna Maria van Schurman te Franeker. Van 2004 tot 2005 volgde hij de lerarenopleiding geschiedenis op de Hogeschool Windesheim te Zwolle. Van 2005 tot 2009 studeerde hij sociologie aan de Rijksuniversiteit Groningen en van 2008 tot 2009 was hij daar student-lid van het faculteitsbestuur Gedrags- en Maatschappijwetenschappen. Van 2010 tot 2012 studeerde Wiersma bestuurs- en organisatiewetenschappen aan de Universiteit Utrecht.

### Carrière
Tussen 2009 en 2010 was Wiersma vicevoorzitter van de Landelijke Studentenvakbond. Van 2011 tot 2013 was hij voorzitter van FNV Jong. In die hoedanigheid was hij ook lid van de Sociaal-Economische Raad. De benoeming van Wiersma als jongerenvoorzitter bij FNV kreeg veel aandacht, aangezien hij al enkele jaren lid was van de VVD, hij lid geweest was van de Jonge Fortuynisten en in 2003 als 16-jarige verkiesbaar was als kandidaat nummer 17 bij de Lijst Ratelband onder aanvoering van Emile Ratelband. Ook op andere punten kwam Wiersma met de FNV-jongeren in het nieuws: zo pleitte hij bij het televisieprogramma Buitenhof voor een nieuw Akkoord van Wassenaar.

### Politieke carrière
Wiersma was kandidaat voor de VVD in Utrecht tijdens de gemeenteraadsverkiezingen 2014. Tussen 2013 en 2015 werkte hij als projectmanager Aanpak Jeugdwerkloosheid op het ministerie van Sociale Zaken en Werkgelegenheid en sinds 2013 als programmamanager Maatschappelijke Agenda bij PGGM. Daarnaast werkte hij in 2016 voor de Start Foundation, een organisatie die mensen helpt die kwetsbaar zijn op de arbeidsmarkt.
De VVD zette Wiersma in november 2016 op plek 11 van de kandidatenlijst voor de Tweede Kamerverkiezingen 2017. Na zijn beëdiging op 23 maart 2017 voerde Wiersma in de Tweede Kamer het woord over onder meer het beroepsonderwijs, de AOW en werknemersverzekeringen. Vanaf oktober 2017, sinds het aantreden van het kabinet-Rutte III, was Wiersma woordvoerder Sociale Zaken en Werkgelegenheid. Ook hield hij zich in het parlement bezig met volwassenenopleiding waaronder een leven lang leren. Vanaf september 2019 was hij woordvoerder Hoger Onderwijs & (Macro-) Economie, en hield hij zich bezig met onder andere het studievoorschot, wetenschap en innovatie.
Op 10 augustus 2021 trad hij aan als staatssecretaris van Sociale Zaken en Werkgelegenheid in het demissionaire kabinet-Rutte III. Hij gaf zijn Kamerzetel op 2 september van dat jaar op na ophef over de combinatie van Kamerlid en staatssecretaris in een demissionair kabinet. Op 10 januari 2022 werd hij minister voor Primair en Voortgezet Onderwijs in het kabinet-Rutte IV.
In mei 2023 werd door organisaties uit Limburg en Noord-Brabant onvrede geuit over de timing van de Cito-voortgangstoetsen in februari 2024 vanwege de samenloop met carnaval. Het ministerie van Onderwijs, Cultuur en Wetenschap adviseerde om feestelijkheden rond carnaval te verplaatsen. Wiersma nam deze woorden later terug.

### Grensoverschrijdend gedrag
In april en mei 2023 verschenen er meerdere berichten over vermeend grensoverschrijdend gedrag van Wiersma als minister. Hij zou als 'razende tekeer' zijn gegaan tegen zijn ambtenaren en een directrice van een basisschool. Dit wangedrag speelde al langer en was bij de VVD-top bekend. Wiersma erkende dat hij als minister in de communicatie met anderen over de schreef was gegaan en op een later moment gaf hij ook toe in vorige functies wangedrag te hebben getoond. Uit een reconstructie van NRC bleek dat er een grote doorloop was in het team van medewerkers onder Wiersma. Hij kreeg vervolgens op 23 mei 2023 een laatste kans van de VVD-fractie. Op 21 juni 2023 kwam naar buiten dat er opnieuw een klacht over wangedrag was ingediend; deze keer na een bijeenkomst in Bussum waarbij hij beticht werd van "mondelinge en fysieke intimidatie". Een dag later bood hij zijn ontslag aan als minister, dat dezelfde dag werd ingewilligd.

### Persoonlijk
Wiersma is gehuwd en vader van twee kinderen.
- Parlement.com: vk93k12rjc8z